# Marieke Heimburger
Marieke Heimburger (geb. 1972 in Tokio) ist Literaturübersetzerin aus dem Englischen und dem Dänischen mit der Zielsprache Deutsch sowie Co-Autorin.

## Leben
Nach dem Abitur 1991 in Oberursel (Taunus) studierte Heimburger von 1992 bis 1997 an der Heinrich-Heine-Universität Düsseldorf. Sie schloss das Studium als Diplom-Literaturübersetzerin für Englisch und Spanisch ab. Sie übersetzt freiberuflich Romane, Memoirs, Kinder- und Jugendbücher sowie literarische Sachbücher.
Seit Juni 2021 ist Heimburger 1. Vorsitzende im Verband deutschsprachiger Übersetzer/innen literarischer und wissenschaftlicher Werke e. V. (VdÜ) / Bundessparte Übersetzer im VS in ver.di, nachdem sie seit 2013 in dessen Honorarkommission mitgewirkt hatte und ab 2017 als Schatzmeisterin bereits Vorstandsmitglied war. Sie ist Mitglied der Vereine Weltlesebühne e.V. und BücherFrauen e.V. und Mitgründerin des PEN Berlin. Heimburger lebt in Tønder (Dänemark).

## Übersetzungen (Auswahl)
Aus dem Englischen
- Claire Adam: Goldkind. (Golden Child) Hoffmann und Campe, Hamburg 2020 (mit Patricia Klobusiczky)
- Maya Angelou: Ich kenne einen Ort weit weg von hier (All God‘s Children Need Traveling Shoes). Suhrkamp, Berlin 2022
- Marie Benedict: Mrs Agatha Christie. (The Mystery of Mrs Christie) Kiepenheuer & Witsch, Köln 2022
- Marie Benedict: Lady Churchill. (Lady Clementine) Kiepenheuer & Witsch, Köln 2021
- Marie Benedict: Frau Einstein. (The Other Einstein) Kiepenheuer & Witsch, Köln 2018
- Kiera Cass: Selection: Die Krone. Sauerländer Verlag, Frankfurt 2016 (mit Susann Friedrich)
- Rowan Coleman: Du und ich und tausend Sterne über uns (The Girl At The Window) Piper, München 2020
- Rowan Coleman: Im siebten Sommer. (Dearest Rose) Piper, München 2017
- Rowan Coleman: Wolken wegschieben. Piper, München 2016
- Rowan Coleman: Zwanzig Zeilen Liebe. Roman. Piper, München 2015
- Rowan Coleman: Einfach unvergesslich. (The Memory Book) Piper, München 2014
- Michael Donkor: Halt. (Hold) Edition Nautilus, Hamburg 2019 (mit Patricia Klobusiczky)
- Susan Fletcher: Das Geheimnis von Shadowbrook. (House of Glass) Insel, Berlin 2019
- Sarah Harvey: Gib Pfötchen! Piper, München 2014
- Sarah Harvey: Kannst du mir verzeihen? Piper, München 2013
- Sarah Harvey: Bitte nicht füttern! Piper, München 2013
- Sarah Harvey: Wiedersehen in Stormy Meadows. Piper, München 2012 (mit Sabine Schulte)
- Sarah Harvey: Der Apfel fällt nicht weit vom Mann. Piper, München 2012
- Sarah Harvey: Kann ich den umtauschen? Piper, München 2011
- Sarah Harvey: Das Rosenhaus. Piper, München 2011
- Sparkle Hayter: Mord im Chelsea Hotel. Goldmann, München 2000
- Carolyn Jess-Cooke: Tagebuch eines Engels. Piper, München 2010
- Angie Kim: Miracle Creek. (Miracle Creek) hanserblau, Berlin 2020
- Sophie Kinsella: Die Schnäppchenjägerin. Goldmann Verlag, München 2005; später als Shopaholic. Die Schnäppchenjägerin.
- Sophie Kinsella: Fast geschenkt. Goldmann, München
- Sophie Kinsella: Hochzeit zu verschenken. Goldmann, München
- Sophie Kinsella: Vom Umtausch ausgeschlossen. Goldmann, München 2001
- Maya Lasker-Wallfisch: Briefe nach Breslau. Meine Geschichte über drei Generationen. Suhrkamp/Insel 2020
- Jen Lin-Liu: Nudeln für das Volk. Eine kulinarische Entdeckungsreise in 27 Gerichten und 3 Beilagen. Droemer, München 2009
- Katherine May: Überwintern. Wenn das Leben innehält. (Wintering. The Power of Rest and Retreat in Difficult Times) Insel, Berlin 2021
- Sally McGrane: Moskau um Mitternacht. Europa Verlag, Berlin 2016
- Stephenie Meyer: The Chemist: Die Spezialistin. (The Chemist). Scherz, Frankfurt 2016 (mit Andrea Fischer)
- Alice Pung: Ungeschliffener Diamant. (Unpolished Gem) Edition fünf, Gräfelfing 2012
- Meredith L. Rowe & Monika Forsberg: Die kleine Wortschmiede. Jeden Tag ein neues Wort entdecken. (Little Wordsmith. An Interesting Word for Every Day of the Year) Insel, Berlin 2021
- Tess Stimson: Bettenbörse. Rowohlt, Reinbek 2009
- Tess Stimson: In guten wie in schlechten Zeiten. Rowohlt 2010
- Marcia Willet: Der Ruf der Amsel. Bastei Lübbe, Bergisch Gladbach 2009, 1. Aufl. der überarb. Neuausg.
- Marcia Willet: Die Mühle am Fluss. (Hattie's Mill) Bastei Lübbe, Bergisch Gladbach 2005
- Marcia Willet: Zeit der Verheißung. Bastei Lübbe, Bergisch Gladbach 2002
- Marcia Willet: Kommt ein Vogel geflogen ... Rowohlt, Reinbek 2000 (später udT: Zeit der Vergebung)
- Marcia Willet: Hatties Mühle. (Hattie's Mill) Rowohlt, Reinbek 1999
- Marcia Willet: Wo die Liebe wohnt. (Second Time Around) Rowohlt, Reinbek 1998

Aus dem Dänischen
- Jussi Adler-Olsen: Takeover: und sie dankte den Göttern … (Og hun takkede guderne) dtv, München 2015 (mit Hannes Thiess)
- Jussi Adler-Olsen: Das Washington-Dekret. (Washington Dekretet) dtv, München 2013 (mit Hannes Thiess)
- Jussi Adler-Olsen: Das Alphabethaus. (Alfabethuset) dtv, München 2012 (mit Hannes Thiess)
- Sara Blædel: Der Pfad des Todes. Kriminalroman. (Dodesporet) Piper, München 2015
- Sara Blædel: Die vergessenen Mädchen. (De glemte piger) Piper, München 2014
- Anna Grue: Gemeinsam sind wir einzig. (Italiensvej) Piper, München 2018
- Søren Jessen: God Game. Thienemann, Stuttgart 2012
- Mads Peder Nordbo: Eisgrab. (Kold angst) Fischer, Frankfurt 2019
- Mads Peder Nordbo: Eisrot. (Pigen uden hud) Fischer, Frankfurt 2018 (mit Kerstin Schöps)
- Emma Holten: Unter Wert: Warum Care-Arbeit seit Jahrhunderten nicht zählt. dtv Verlagsgesellschaft, München 2025

## Veröffentlichungen
- „Übersetzen. Wenn das Leben Seiten zählt.“ . Auf Babelwerk.de, 12. Mai 2022
- Veranstaltungsbericht: „Fachseminar zu Thema ‚Übersetzung’ in Dänemark“, Kopenhagen, November 2015, in Übersetzen, Zs. des VdÜ, 1, 2016 ISSN 1868-6583 S. 13f. (online).
- „Wege zum Literaturübersetzen“, in Katrin Harlaß Hg., Handbuch literarisches Übersetzen. BdÜ-Fachverlag, Berlin 2015 ISBN 978-3-938430-67-5 S. 16–26 Leseprobe (=Inhaltsverzeichnis)
- „Rote-Mirabellen-Oscar-Gedenk-Marmelade“ in: Marie-Thérèse Schins, Joachim Huber Hgg.: Du bist noch da. Ein Erinnerungsalbum. Walter Verlag, Olten 2010, S. 91–99

### Als Co-Autorin
- Nicole Bornhak: Willkommen auf der Achterbahn der Gefühle. Was wir von einer Asperger-Autistin über Emotionen lernen können. Gräfe & Unzer Edition, München 2021

## Interviews
- „Unsere Arbeit wird nicht überall anerkannt“, in Buchreport Magazin 7/2022, Interview mit Carsten Schulte, Juli 2022
- „Auf Gedeih & Verderb selbstbestimmt. Seit 20 Jahren dasselbe Seitenhonorar“, in ver.di Publik, 6, 2020, Interview mit Petra Welzel, September 2020 (zur Honorarfrage bei Übersetzern)

## Auszeichnungen
- 2022 Barthold-Heinrich-Brockes Stipendium – ermöglicht erfahrenen, seit Jahren tätigen Literaturübersetzern eine schöpferische Auszeit und ist zugleich eine Auszeichnung für das bisherige übersetzerische Werk.